# سامانه ایستای پیتو

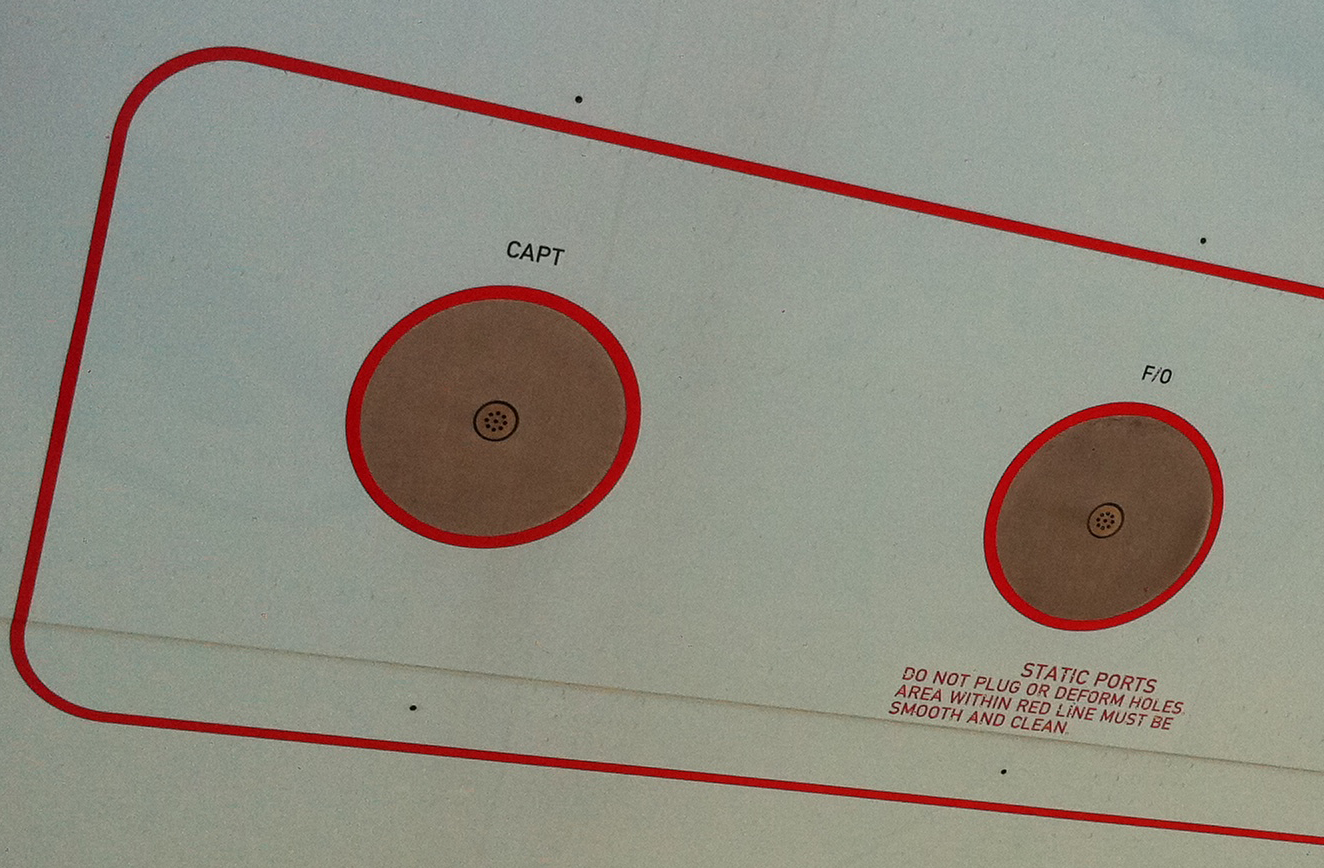
سامانهٔ ایستای پیتو بر روی هواپیمای ایرباس ای۳۳۰

سامانهٔ ایستای پیتو (به انگلیسی: Pitot-static system) ابزاری است حساس به فشار که اغلب در هوانوردی برای تعیین سرعت هوای هواگرد، عدد ماخ، فرازا و سرعت افزایش فرازا به کار می‌رود. سامانهٔ ایستای پیتو معمولاً شامل یک لوله پیتو، پورت ایستا و ابزارهای پیتو استاتیک می‌شود. ابزارهای دیگری که ممکن است به این دستگاه متصل باشند عبارتند از کامپیوتر داده‌های هوا، جعبه سیاه، کدگذار ارتفاع پرواز، کنترل‌کننده‌های فشار کابین و سوئیچ‌های گوناگون سرعت هوا. خطا در خوانش سامانهٔ ایستای پیتو می‌تواند بسیار خطرناک باشد زیرا اطلاعات دریافت شده از سامانهٔ ایستای پیتو مانند ارتفاع اغلب برای یک پرواز موفق بسیار مهم است. بسیاری از فجایع خطوط هوایی تجاری به علت سامانه ایستای پیتو روی داده‌است.
سامانه ایستای پیتو با اندازه‌گیری فشار با اختلاف فشار کار می‌کند که از این اطلاعات برای سنجش سرعت و ارتفاع سود برده می‌شود. این فشار یا از راه پورت ایستا (فشار ایستا) یا از راه لولهٔ پیتو (فشار پیتو) اندازه‌گیری می‌شود. فشار ایستا در همهٔ اندازه‌گیری‌ها به کار می‌رود. درحالی که فشار پیتو فقط برای تعیین سرعت هوا به کار می‌رود.

## فشار پیتو
فشار پیتو از لولهٔ پیتو به دست می‌آید. فشار پیتو اندازه فشار هوای ورودی (فشار هوایی که در اثر حرکت وسیلهٔ نقلیه یا هوایی که به داخل لوله می‌شود) است. لولهٔ پیتو اغلب روی یال یا جلوی هواگرد و رو به جلو نصب شده‌است و دهانهٔ آن رو به باد است. با قرار گرفتن لولهٔ پیتو در چنین موقعیتی فشار هوای وارده دقیقتر اندازه گرفته می‌شود زیرا در چنین موقعیتی بدنهٔ هواگرد نمی‌تواند مانعی بر سر راه هوا باشد. هنگامی که سرعت هواگرد افزایش می‌یابد فشار هوای ورودی افزایش یافته و نمایشگر سرعت هوا آن را نشان می‌دهد.

## فشار ایستا
فشار ایستا از راه پورت ایستا به دست می‌آید. پورت ایستا اغلب سوراخی هم سطح با بدنهٔ هواگرد است و جایی قرار دارد که می‌تواند تقریباً بدون هیچ مانعی به جریان هوا دسترسی داشته باشد. برخی از هواگردها ممکن است یک پورت ایستا داشته باشند بعضی دیگر بیشتر از یکی. در مواردی که هواگردی بیشتر از یک پورت ایستا دارد هر کدام از پورت‌ها روی یکی از طرفین بدنه قرار دارد. در چنین حالتی فشار میانگین گرفته می‌شود و خوانش دقیقفتری به دست می‌دهد. در بعضی از موارد یک پورت ایستای جایگزین داخل کابین هواگرد نصب است که در مواقعی که پورت ایستای بیرونی مسدود شد به عنوان رزرو به کار رود. لولهٔ پیتوی ایستا پورت ایستا را به سوند ایستا متصل می‌کند. هنگامی که هواگرد برمی‌خیزد فشار ایستا افزایش می‌یابد.

## نگارخانه

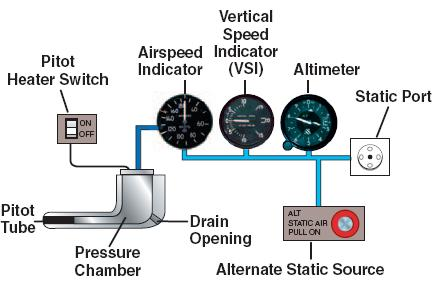
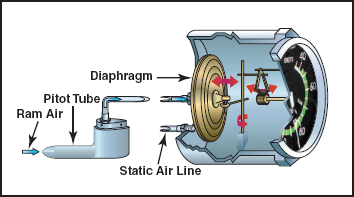
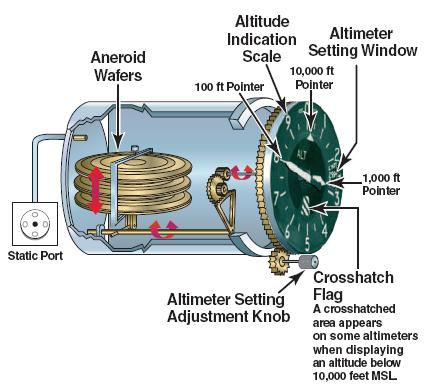
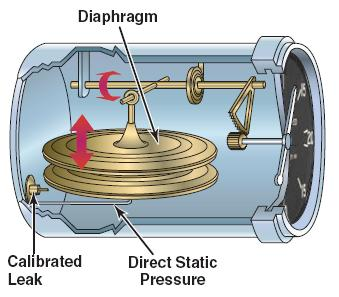